# Motarzyno
Motarzyno (deutsch Muttrin) ist ein Dorf in der Woiwodschaft Pommern in Polen. Es liegt in der Gemeinde Dębnica Kaszubska (Rathsdamnitz) und gehört zum Powiat Słupski (Stolp). Motarzyno ist Sitz eines Schulzenamtes (sołectwo), zu welchem die Ortschaften Goszczyno, Jamrzyno, Konradowo (Strzegomino), Niemczewo, Ochodza und Spole (Sulin) gehören.

## Geographische Lage und Verkehrsanbindung
Motarzyno liegt in Hinterpommern, etwa 26 Kilometer südöstlich von Słupsk an der Woiwodschaftsstraße 210 Ustka (Stolpmünde)–Słupsk–Dębnica Kaszubska–Unichowo (Wundichow)(–Bytów (Bütow)). Zum Dorf gehören die Ortsteile Goszczyno (Goschen), Jamrzyno (Jamrin), Niemczewo (Roden), Ochodza (Waldesruh), Spole (Henriettenhof) und Strzegomino (Klaushof).
Bis 1945 existierte die von 1894 bis 1906 gebaute Stolper Kleinbahn (Stolpetalbahn), die – heute teilweise noch als Trasse erkennbar – von Stolp über eine 38 Kilometer lange Strecke über Labuhn (heute polnisch: Lubuń), Rathsdamnitz (Dębnica Kaszubska), Jamrin (Jamrzyno) und Muttrin nach Budow (Budowo) führte.
Motarzyno liegt am Nordostrand des Landschaftsschutzparkes Stolpetal (Park Krajobrazowy Dolina Słupi) und wird im Norden vom Schottow-Bach und im Südwesten von der Stolpe begrenzt.

## Geschichte

Muttrin südöstlich der Stadt Stolp (linke Bildhälfte, durch Anklicken vergrößerbar) und nordwestlich der Stadt Bütow auf einer Landkarte von 1910.

Muttrin war ein sehr altes Zitzewitzsches Lehen. Das zugehörige Dorf wurde als Angerdorf angelegt. Als erster Ritter und Herr auf Muttrin wird der um 1360 geborene Jarislaw von Zitzewitz genannt, dem auch zahlreiche andere Güter im Stolper Land gehörten. Seine Gemarkungen Gallensow (heute polnisch: Gałęzów), Nippoglense (Niepoględzie) und Klein Gansen (Gałąźnia Mała) grenzten an das Ordensland, was zu vielen Streitigkeiten und Auseinandersetzungen führte. Bei einem solchen Streit wurden Jarislaw und sein Kampfgenosse Albert von Puttkamer von den Ordensrittern 1410 getötet.
Unter Martin von Zitzewitz (1425–1485) gab es mit der Stadt Stolp einen Streit um die Flößergerechtigkeit auf der Stolpe. Die Ermordung Martins, offenbar auf Veranlassung der Stadt Stolp, beendete den Streit keineswegs. Er endete erst mit einer Entscheidung des Pommern-Herzogs Bogislaw X. im Jahre 1507.
Als einer der tätigsten Staatsmänner des alten Pommern ging Jakob von Zitzewitz (um 1507–1572) in die Geschichte ein. Als Kanzler von Herzog Philipp I. (nach seiner Amtseinsetzung pflanzte er die berühmte Muttriner Linde) hat er Pommern im Reich und im Ausland zu großem Ansehen verholfen.
Vor 1600 war Muttrin das größte Gut und das größte Dorf im Budower Kirchspiel. Bei einer Kirchenvisitation im Jahre 1590 hatte Muttrin 25 Bauern, sechs Kossäten, ein Schäfer und drei wüste Höfe.
Eine schwere Zeit erlitt der Ort, als Hans von der Linde in Muttrin einheiratete und dort Pfandbesitzer wurde. Er lebte mit seinen Nachbarn im Streit und terrorisierte sie durch seine „Muttriner Soldaten“. Auch kam es mit der Stadt Stolp zu einer neuen Auseinandersetzung wegen der Holzflößerei. Nach seinem Tode 1624 erholte sich das Dorf nicht, und der Dreißigjährige Krieg führte zu seinem Ruin: Muttrin wurde ein Nebengut von Budow (Budowo).
Um 1784 hatte Muttrin ein Vorwerk, elf Bauern, zwei Halbbauern, einen Gasthof, eine Schmiede und einen Schulmeister. Die so genannte Bauernregulierung erfolgte von 1825 bis 1828. In der Zeit war Friedrich von Zitzewitz († 1830) Besitzer auf Muttrin. In seiner Zeit wurden zahlreiche Landarbeiterhäuser gebaut, die etwa zwei Drittel des Dorfes ausmachten.
Sein Sohn Friedrich Karl von Zitzwewitz († 1883) übernahm 1850 den väterlichen Besitz. In seiner Zeit erhielt Muttrin eine Straßenverbindung nach Stolp. 1868 errichtete er in Muttrin ein geräumiges Herrenhaus mit schönen Park- und Gartenanlagen. Unweit des Lindenberges, auf dem die Muttriner Linde stand, legte er eine Familienbegräbnisstätte an. Außerdem erneuerte er die Hoflage und die Brennerei. 1877 kaufte er nach Kottow (heute polnisch: Kotowo) auch Groß Gansen (Gałąźnia Wielka) und Goschen (Goszczyno) hinzu und wurde damit zum Begründer der bis 1945 durch die Musterwirtschaft bekannte Muttriner Herrschaft.
Sein ältester Sohn Friedrich-Karl von Zitzewitz (1863–1936) setzte das Aufbauwerk seines Vaters fort. Durch den Bau der Stolper Kleinbahn (Stolpetalbahn) in den Jahren 1894 bis 1906 erhielt die Muttriner Wirtschaft drei Verladebahnhöfe in Muttrin, Nimzewo (1938–45 Roden, polnisch: Niemczewo) und Jamrin (Jamrzyno). Es entstanden viele neue Stallungen, Scheunen, Fabrikanlagen, neue und moderne Wohnungen und ein Gemeinschaftshaus. Die soziale Fürsorge seitens der Gutsherrschaft war vorbildlich. Als letztes baute Friedrich-Karl von Zitzewitz das Herrenhaus zum Schloss aus.
Sein Sohn Friedrich von Zitzewitz war der letzte Besitzer von Muttrin, Kottow und Jamrin. In seiner Zeit entstanden zahlreiche Arbeiterwohnungen neu mit Wasserleitung. Durch Straßen und Telefon stellte er Verbindungen zwischen den Gütern und Vorwerken her, so dass er den gesamten Wirtschaftsbetrieb zentral leiten konnte. Er wurde nach dem 20. Juli 1944 verhaftet. Nachdem nach Ende des Zweiten Weltkriegs ganz Hinterpommern unter polnische Verwaltung gestellt worden war, wurden seine Güter im Rahmen hastiger polnischer Enteignungsmaßnahmen beschlagnahmt. Zuvor war Muttrin 500 Jahre lang im Besitz der Familie Zitzewitz gewesen. Das Familienarchiv Zitzewitz-Muttrin lagert zum Teil im Staatsarchiv Stettin sowie im Landesarchiv Greifswald.
Im Jahr 1925 standen auf dem Gemeindegelände 85 Wohngebäude.
Am 17. Mai 1939 wurden in Muttrin 748 Einwohner gezählt. Es gab 30 landwirtschaftliche Betriebe unterschiedlicher Größe. Handel und Handwerk waren im Ort für ländliche Verhältnisse gut entwickelt bei 1 Bäckerei, 1 Baugeschäft, 1 Brennerei und Kartoffeltrockungsbetrieb, 1 Gasthof, 1 Kartoffelgroßhandlung, 1 Kolonialwarenhandlung, 1 Saatzuchtbetrieb, 1 Sattlerei, 1 Schneiderei, 1 Schuhmacherei, 1 Tischlerei und 1 Viehhandlung.
Vor 1945 gehörte Muttrin zum Landkreis Stolp im Regierungsbezirk Köslin der Provinz Pommern. Die Gemeindefläche betrug 2.253 Hektar. Auf der Gemarkung der Gemeinde gab es insgesamt zehn Wohnorte:
1. Bahnhof Jamrin
2. Jamrin
3. Jägerhaus
4. Klaushof
5. Kleinpodler Wald
6. Laßhof
7. Muttrin
8. Mühle
9. Nimzewe
10. Wochotz

Die Landgemeinde Muttrin bildete damals einen eigenen Amts- und Standesamtsbezirk im Landkreis Stolp und gehörte zum Amtsgerichtsbereich Stolp und zum Gendarmeriebezirk Groß Gansen (Gałąźnia Wielka).
Beim Herannahen der sowjetischen Truppen Anfang März 1945 gegen Ende des Zweiten Weltkriegs quartierten sich Teile der deutschen 7. Panzerdivision ein. Am 7. März 1945 begann die Flucht der Dorfeinwohner, sie zogen sie über Kottwo (Kotow), Neu Jugelow (Gogolewko), Puttkamerhof (bis 1937 Niemietzke, Podkomorzyce), Schwarz Damerkow (Czarna Dąbrówka), Helenenhof (Kostroga), Kosemühl (Kozin), Kose (Kozy), Groß Massow (Maszewo Lęborskie), Lauenburg (Lębork), Goddentow (Godętowo) bis nach Lanz (Łęczyce), wo sie von sowjetischen Kampfflugzeugen angegriffen wurden und sich auflösten. Einige Treckteilnehmer trafen sich im damaligen Gotenhafen (= Gdingen, polnisch: Gdynia) wieder, einigen gelang die Flucht zu Schiff nach Dänemark. Der größere Teil allerdings wurde von den sowjetischen Truppen eingeholt und kehrte nach Hause zurück.
Am 8. März 1945 wurde Muttrin von sowjetischen Truppen besetzt, die aus Richtung Groß Gansen (Gałąźnia Wielka) herangerückt waren. Diese richteten eine Kommandantur ein. Am 10. Juli 1946 wurde eine polnische Verwaltung gegründet. Zwischen 1945 und 1947 wurden die deutschen Einwohner vertrieben.
Später wurden in der Bundesrepublik Deutschland 465 und in der DDR 126 aus Muttrin vertriebene Dorfbewohner ermittelt.
Aus Muttrin wurde Motarzyno und ein Ortsteil der Gmina Dębnica Kaszubska im Powiat Słupski. Zwischen 1975 und 1998 gehörte das Dorf zur Woiwodschaft Słupsk, bis es 1999 in die Woiwodschaft Pommern eingegliedert wurde. 2010 hatte der Ort 746 Einwohner.

## Kirche

### Kirchspiel
Im Jahre 1925 hatte Muttrin 26 katholische Einwohner (3,3 %), alle übrigen waren evangelisch.
Mit Budow (Budowo), Gaffert, Wundichow (Unichowo), Nippoglense (Niepoględzie), Groß- und Klein Gansen (Gałąźnia Wielka und Mała) war Muttrin bis 1945 in das Kirchspiel Budow eingepfarrt und gehörte somit zum Kirchenkreis Bütow (Bytów) in der Kirchenprovinz Pommern der evangelischen Kirche der Altpreußischen Union.
Das Kirchenpatronat für Muttrin nahmen im Kirchspiel Budow die Rittergutsfamilien von Zitzewitz auf Muttrin und Kottow wahr.
Heute gehört Motarzyno zum Kirchspiel Słupsk (‚Stolp‘) in der Diözese Pommern-Großpolen der Evangelisch-Augsburgischen Kirche in Polen.

### Kapelle
Die Muttriner Kapelle wurde 1485 zur Erinnerung an die Ermordung des Landvogtes Martin von Zitzewitz (1425–1485) erbaut. 1622 erhielt sie eine Renovierung.

## Schule
Das Gründungsjahr der Muttriner Schule ist nicht bekannt, doch ist eine Schulchronik erhalten geblieben, die bis ins 18. Jahrhundert zurückreicht. Der erste bekannte Schulmeister war Friedrich Tuchy. Er verstarb 1789. Damals besuchten auch die Kinder aus Goschen (Goszczyno) die Schule in Muttrin, bis sie 1822 ein eigenes Schulhaus erhielten. Im Jahre 1903 bekam Muttrin ein neues Schulgebäude mit zwei Klassenräumen.
Bereits 1932 hatte Muttrin zwei Volksschulen: eine dreistufige mit drei Klassen, zwei Lehrern und 126 Schulkindern, und eine einstufige im Ortsteil Jamrin (Jamrzyno) mit 28 Kindern.
Auch eine Fortbildungs- und Berufsbildungsschule gab es in Muttrin. Im Jahre 1909 wurde sie für die Zeit von November bis März eingerichtet. Sie wurde von 20 Schülern besucht.
2010 gab es in Motarzyno eine Grundschule, welche von 91 Schülern besucht wurde.

## Muttriner Linde
Jacob von Zitzewitz, Kanzler von Herzog Philipp I. von Pommern-Wolgast, pflanzte die Linde im Jahre 1555 zur Erinnerung an seine Ernennung zum Rat des herzöglichen Hauses auf Lebenszeit. In 1,5 Meter Höhe hatte der Stamm einen Umfang von fast 6 Metern, und die Krone hatte einen Durchmesser von etwa 24 Meter.
Die Linde war etwa 18 Meter hoch und wurde als Schifferlinde bezeichnet. Nach der Chronik derer von Zitzewitz hat ein Mitglied der Familie in stürmischen und dunklen Nächten neben dem Baum ein weitleuchtendes Feuer entfacht. Die Fischer entlohnten ihn dafür mit Salz und Heringen. Obwohl die Linde mehr als 40 Kilometer von der Ostsee entfernt war, ist sie auf den Seekarten als Richtpunkt eingezeichnet worden.
Im Jahre 1931 wurde die Muttriner Linde zum geschützten Naturdenkmal des Kreises Stolp erklärt.

## Söhne und Töchter des Orts
- Jacob von Zitzewitz (1507–1572), pommerscher Politiker, Kanzler
- Friedrich-Karl von Zitzewitz (1863–1936), Gutsbesitzer, Landschaftsdirektor
- Friedrich von Zitzewitz (1888–1975), deutscher Jurist, Gutsbesitzer und Politiker (DNVP)
- Georg von Zitzewitz (1892–1971), Offizier, Gutsbesitzer und Politiker (DNVP), MdR
- Elsbeth Vahlefeld (* 1937), Verwaltungsbeamtin und Sachbuchautorin